# Kevin Schwantz
Kevin Schwantz (Houston, Estados Unidos, 19 de junio de 1964) es un expiloto de motociclismo estadounidense. Disputó el Campeonato Mundial de Motociclismo en la década de 1980 y en la de 1990, donde corrió con la marca Suzuki.
Fue campeón de la categoría 500cc en 1993, segundo en 1990, tercero en 1991, y cuarto en 1989, 1992 y 1994. Obtuvo 25 triunfos en la categoría, y 51 podios en 105 Grandes Premios disputados.

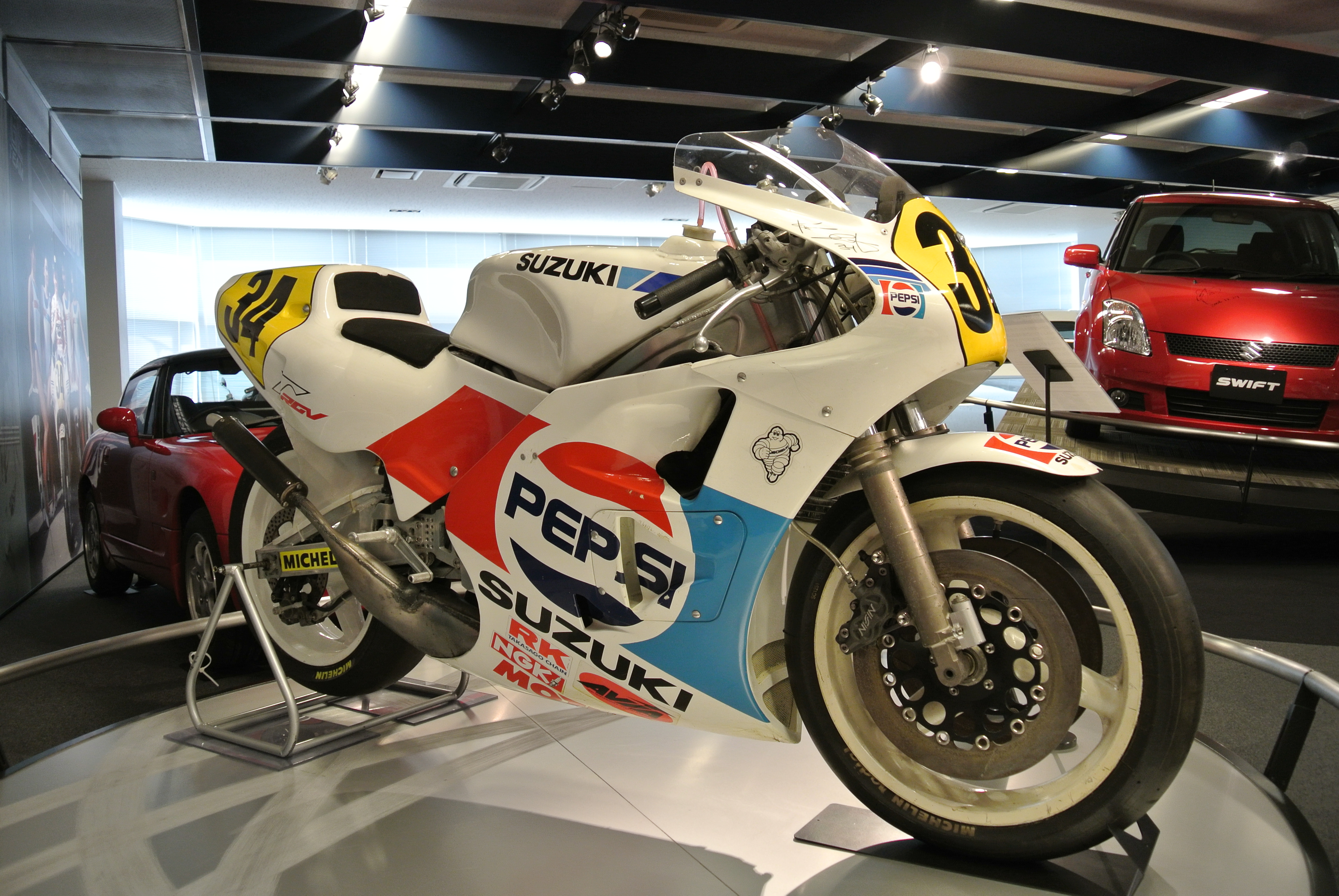
Suzuki RGV500 de 1988 de Schwantz

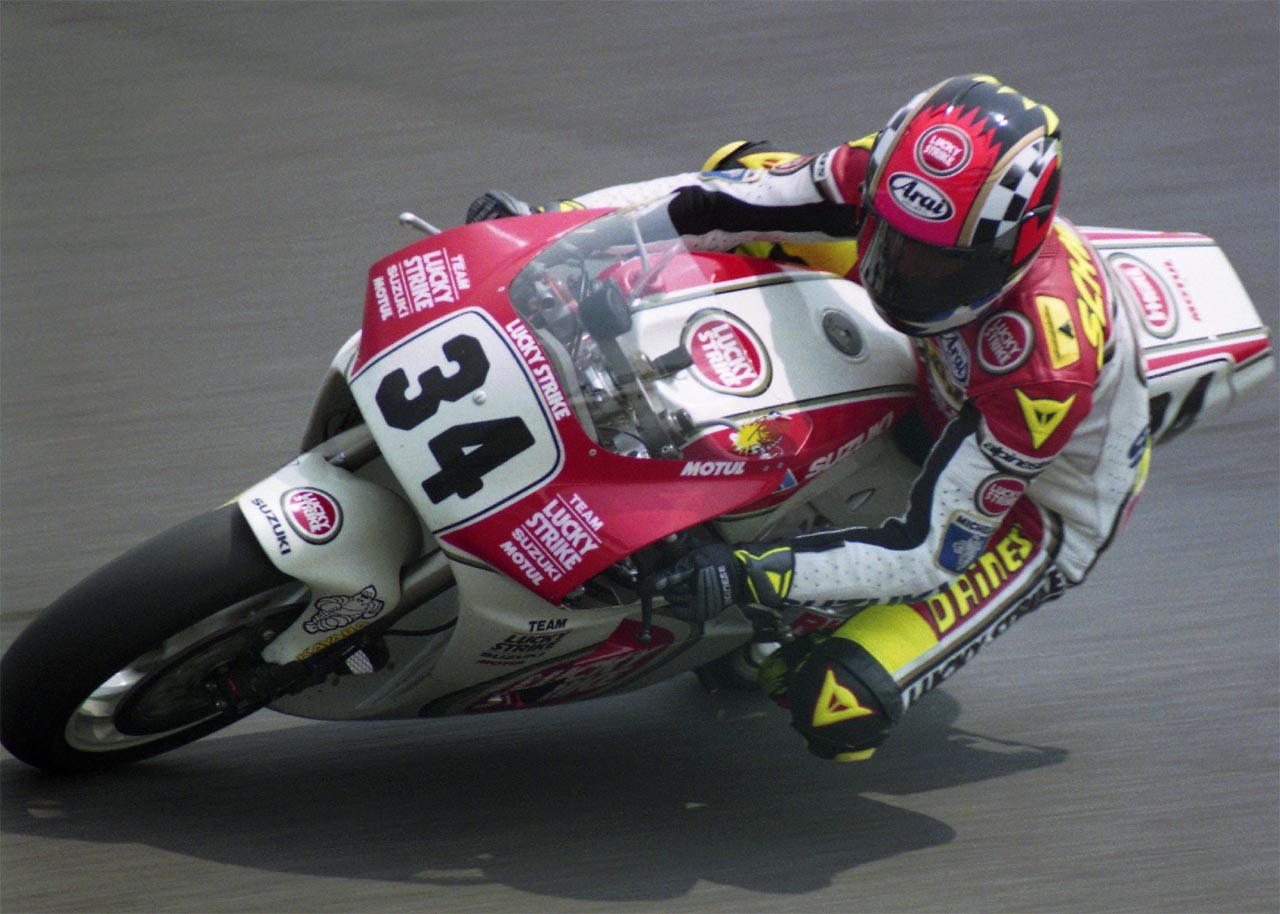
Schwantz en la Suzuki RGV500 en el Gran Premio de Japón de 1993

Siempre pilotó para la marca Suzuki y durante todas sus temporadas en el mundial, excepto la posterior a su título, llevó el número 34.
Fue el piloto más carismático y popular entre los aficionados de la época debido a su estilo de pilotaje que le permitía estar siempre luchando con los mejores pese a que mecánicamente nunca tuviese la mejor montura. Su fidelidad a Suzuki le impidió ganar algún título mundial más.

## Curiosidades
- La federación de motociclismo retiró su número 34 una vez que este se retirase.
- El accidente de su rival Wayne Rainey que le llevó a quedarse en una silla de rueda, le hizo plantearse su continuidad en el mundo del motociclismo. Ese año fue en el que ganó su único campeonato mundial.
- Llegó a competir en el campeonato de NASCAR de automovilismo.
- Tiene una escuela de conducción de motos, que lleva su nombre y está en Alabama.
- Una frase característica suya fue: “Cuando veo a Dios, sé que es el momento de frenar”.
- La afición española le conocía como "Pajarito".
- Aparece en una película documental de motos llamada Fastest (2011), un documental muy interesante de las leyendas del campeonato mundial de MotoGP. Película narrada por Ewan McGregor en la que aparecen pilotos como Rossi, Biaggi, McCoy, Hopkins, Capirossi, Checa, Mamola, Stoner, etc.
- En 2013 fue expulsado del Circuito de las Américas cuando asistía a los test de MotoGP por presentar una demanda contra el Circuito de las Américas el año anterior
- Cuando falleció el piloto Marco Simoncelli escribió una carta de despedida al piloto, y durante el homenaje al italiano, Kevin condujo su moto hasta la línea de meta, la Honda número 58.

## Resultados en el Campeonato del Mundo
Sistema de puntuación desde 1969 hasta 1987:
| Posición | 1.º | 2.º | 3.º | 4.º | 5.º | 6.º | 7.º | 8.º | 9.º | 10.º |
| Puntos   | 15  | 12  | 10  | 8   | 6   | 5   | 4   | 3   | 2   | 1    |

Sistema de puntuación desde 1988 hasta 1991:
| Posición | 1.º | 2.º | 3.º | 4.º | 5.º | 6.º | 7.º | 8.º | 9.º | 10.º | 11.º | 12.º | 13.º | 14.º | 15.º |
| Puntos   | 20  | 17  | 15  | 13  | 11  | 10  | 9   | 8   | 7   | 6    | 5    | 4    | 3    | 2    | 1    |

Sistema de puntuación en 1992:
| Posición | 1.º | 2.º | 3.º | 4.º | 5.º | 6.º | 7.º | 8.º | 9.º | 10.º |
| Puntos   | 20  | 15  | 12  | 10  | 8   | 6   | 4   | 3   | 2   | 1    |

Sistema de puntuación de 1993 hasta 2022:
| Posición | 1.º | 2.º | 3.º | 4.º | 5.º | 6.º | 7.º | 8.º | 9.º | 10.º | 11.º | 12.º | 13.º | 14.º | 15.º |
| Puntos   | 25  | 20  | 16  | 13  | 11  | 10  | 9   | 8   | 7   | 6    | 5    | 4    | 3    | 2    | 1    |

### Carreras por año
(Carreras en negrita indica pole position; Carreras en cursiva indica vuelta rápida)
| Año  | Clase | Equipo              | Moto   | 1     | 2       | 3       | 4       | 5       | 6       | 7      | 8       | 9       | 10      | 11      | 12      | 13      | 14      | 15      | Pts.  | Pos. |
| ---- | ----- | ------------------- | ------ | ----- | ------- | ------- | ------- | ------- | ------- | ------ | ------- | ------- | ------- | ------- | ------- | ------- | ------- | ------- | ----- | ---- |
| 1986 | 500cc | Rizla-Suzuki        | RG500  | ESP - | NAC -   | ALE -   | AUT -   | YUG -   | NED Ret | BEL 10 | FRA Ret | GBR -   | SUE -   | RSM 10  |         |         |         |         | 2     | 22.º |
| 1987 | 500cc | Heron-Suzuki        | RGV500 | JAP - | ESP 5   | ALE -   | NAC 8   | AUT -   | YUG -   | NED -  | FRA 9   | GBR -   | SUE -   | CHE -   | RSM -   | POR -   | BRA -   | ARG -   | 11    | 16.º |
| 1988 | 500cc | Pepsi-Suzuki        | RGV500 | JAP 1 | USA 5   | ESP Ret | EXP Ret | NAC 4   | ALE 1   | AUT 4  | NED 8   | BEL Ret | YUG -   | FRA 3   | GBR Ret | SUE 12  | CHE Ret | BRA 3   | 119   | 8.º  |
| 1989 | 500cc | Pepsi-Suzuki        | RGV500 | JAP 1 | AUS Ret | USA 2   | ESP Ret | NAC Ret | ALE Ret | AUT 1  | YUG 1   | NED Ret | BEL 2   | FRA 2   | GBR 1   | SUE Ret | CHE 1   | BRA 1   | 162,5 | 4.º  |
| 1990 | 500cc | Lucky Strike-Suzuki | RGV500 | JAP 3 | USA Ret | ESP 3   | NAC 2   | ALE 1   | AUT 1   | YUG 2  | NED 1   | BEL 7   | FRA 1   | GBR 1   | SUE Ret | CHE Ret | HUN 3   | AUS Ret | 188   | 2.º  |
| 1991 | 500cc | Lucky Strike-Suzuki | RGV500 | JAP 1 | AUS 5   | USA 3   | ESP Ret | ITA 7   | ALE 1   | AUT 3  | EUR 4   | NED 1   | FRA 4   | GBR 1   | RSM 2   | CHE 5   | LMA 1   | MAL DNS | 204   | 3.º  |
| 1992 | 500cc | Lucky Strike-Suzuki | RGV500 | JAP 3 | AUS 4   | MAL DNS | ESP 4   | ITA 1   | EUR 4   | ALE 2  | NED DNF | HUN 4   | FRA Ret | GBR Ret | BRA 7   | RSA 5   |         |         | 199   | 4.º  |
| 1993 | 500cc | Lucky Strike-Suzuki | RGV500 | AUS 1 | MAL 3   | JAP 2   | ESP 1   | AUT 1   | ALE 2   | NED 1  | EUR 3   | RSM 2   | GBR Ret | CZE 5   | ITA 3   | USA 4   | FIM 3   |         | 248   | 1.º  |
| 1994 | 500cc | Lucky Strike-Suzuki | RGV500 | AUS 4 | MAL 6   | JAP 1   | ESP 2   | AUT 2   | ALE 2   | NED 5  | ITA 3   | FRA Ret | GBR 1   | CZE 7   | USA -   | ARG -   | EUR -   |         | 169   | 4.º  |
| 1995 | 500cc | Lucky Strike-Suzuki | RGV500 | AUS 5 | MAL 4   | JAP 6   | ESP -   | ALE -   | ITA -   | NED -  | FRA -   | GBR -   | CZE -   | BRA -   | ARG -   | EUR -   |         |         | 34    | 15.º |